# Урманчеевское сельское поселение
Урманчеевское се́льское поселе́ние — муниципальное образование в Мамадышском районе Татарстана Российской Федерации.
Административный центр — посёлок Зверосовхоза.

## История
Статус и границы сельского поселения установлены Законом Республики Татарстан от 31 января 2005 года № 35-ЗРТ «Об установлении границ территорий и статусе муниципального образования "Мамадышский муниципальный район" и муниципальных образований в его составе».
Распоряжением Правительства России от 11 октября 2018 г. № 2184-р присвоено наименование вновь образованному населенному пункту — поселок Тарасово.

## Население
| 2010  | 2011  | 2012  | 2013  | 2014  | 2015  | 2016  |
| ----- | ----- | ----- | ----- | ----- | ----- | ----- |
| 3280  | ↘3261 | ↘3214 | ↘3163 | ↘3104 | ↘3049 | ↘2990 |
| 2017  | 2018  |       |       |       |       |       |
| ↘2938 | ↘2866 |       |       |       |       |       |

## Состав сельского поселения
| № | Населённый пункт   | Тип населённого пункта          | Население |
| - | ------------------ | ------------------------------- | --------- |
| 1 | Берсут             | село                            |           |
| 2 | Камский леспромхоз | село                            |           |
| 3 | Новый              | посёлок                         |           |
| 4 | Зверосовхоза       | посёлок, административный центр |           |
| 5 | Сотово             | село                            |           |
| 6 | Сухой Берсут       | посёлок                         |           |
| 7 | Тарасово           | посёлок                         |           |
| 8 | Урманчеево         | село                            |           |